# Xavi Castillo

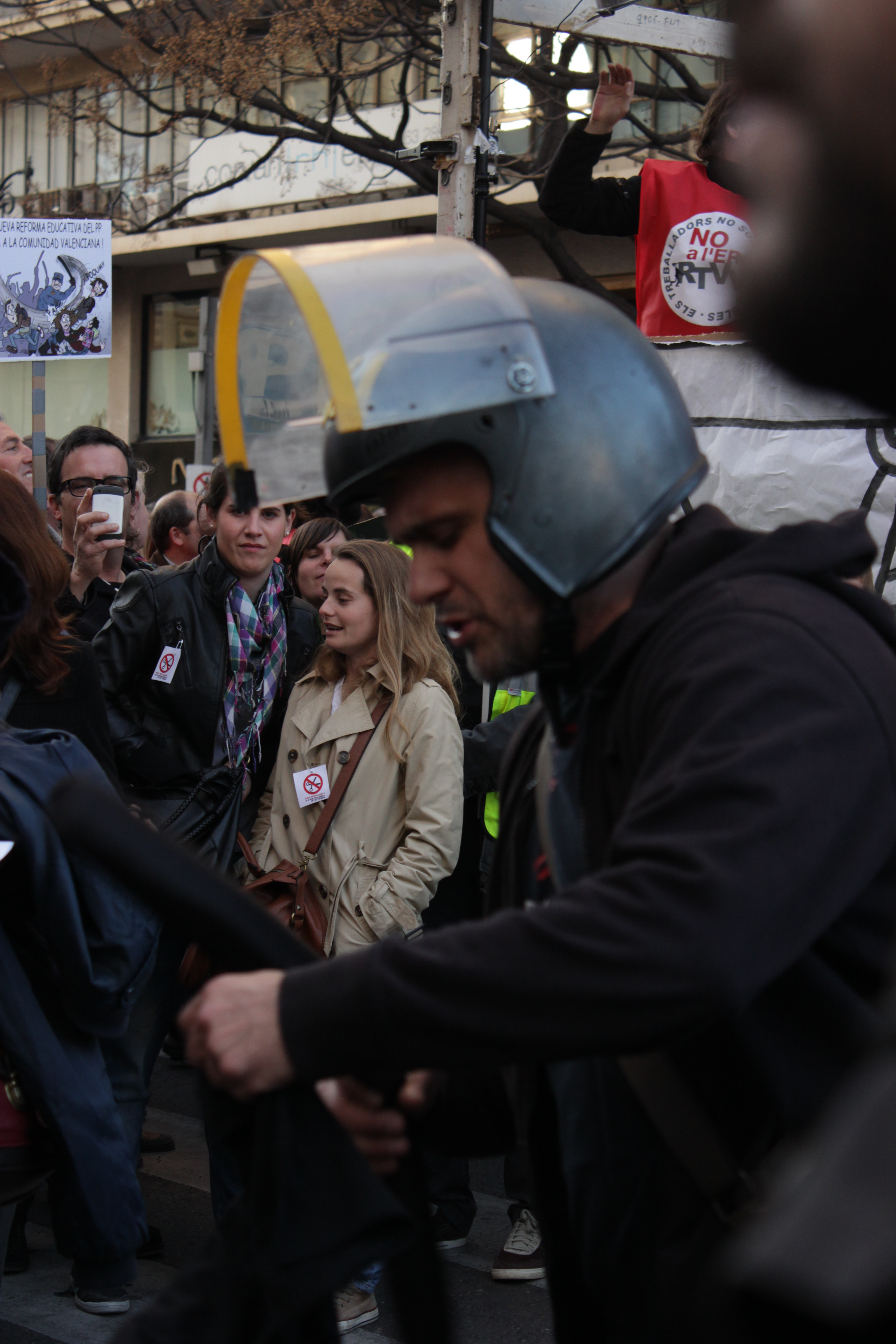
Xavi Castillo, vestit d'anti-avalot gravant un programa de Veriueu-ho en una de les manifestacions de la Primavera Valenciana.

Xavi Castillo (Onda, 1967) és un actor i autor de teatre nascut a Onda i criat a Alcoi, principal integrant de la companyia alcoiana Pot de Plom i director d'aquesta. És un dels comediants més coneguts i l'exponent més destacable de l'humor valencià, un humor basat en les paraules malsonants, la caricatura i un caràcter desacralitzador. La companyia Pot de Plom és una de les més importants del teatre valencià en valencià del segle XXI.
L'any 1985 funda la companyia Pot de Plom i la torna a refundar el 1993.
El 1990, Xavi Castillo actua a cafès, teatres, etcètera.
Les obres de Pot de Plom i Xavi Castillo són de producció pròpia. Es caracteritzen sobretot per ser monòlegs de caràcter còmic als quals Castillo acostuma a trencar la quarta paret adreçant-se al públic al qual fa partícip de l'actuació. Al País Valencià és conegut per la censura patida per part de l'actual president de la Diputació de València i president provincial del PP, Alfonso Rus, a causa de la seua imitació del papa Joan Pau II a l'obra Con la Iglesia hemos topao! (L'heretge de Xàtiva i altres històries) i també per part de Teatres de la Generalitat Valenciana per l'obra còmica L'estrany viatge on al cartell eixia una caricatura d'Eduardo Zaplana. Malgrat la censura, ell va actuar contractat per altres entitats, com les organitzacions falleres.

## Obres
- Pànic al centenari
- Jordiet contraataca
- Defecte 2000
- The Best of... Jordiet[13]
- Hamlet? Això ho pague jo![14]

### Obres no teatrals
- Barbaritats Valencianes!, llibre escrit junt a Lalo Kubala que repassa amb humor els escàndols del Partit Popular de la Comunitat Valenciana[15]

## Premis
- Premi de teatre La Cartelera 2010[16]